# Frank Simmons
George Francis Simmons Henshaw (* 12. November 1884 in Nottingham; † 17. Mai 1970 ebenda) war ein englisch-chilenischer Fußballspieler. Der Stürmer absolvierte drei Länderspiele für Chile und erzielte das erste Länderspieltor des Landes. 

## Vereinskarriere
Im Alter von 22 Jahren erreichte Frank Simmons die Hafenstadt Valparaíso. Dort arbeitete er für ein britisches Unternehmen. Der aus einer besser gestellten Familie stammende Simmons spielte hauptsächlich Cricket. Fußballerisch schloss sich der Offensivspieler dem Badminton Football Club an. 1920 kehrte Simmons mit einem Schiff nach England zurück.

## Nationalmannschaft
Frank Simmons debütierte für Chile im ersten Länderspiel überhaupt des Landes. Im Freundschaftsspiel gegen Argentinien am 27. Mai 1910 schoss der Angreifer zudem das erste Länderspieltor in der Historie der La Roja. Nach 11 Spielminuten erzielte er den Führungstreffer, doch Argentinien gewann die Partie noch mit 3:1. Der Stürmer absolvierte zwei weitere Länderspiele für Chile, zuletzt im September 1910 gegen Argentinien.

## Erfolge
- Copa Sporting: 1908, 1910, 1912
- Copa El Mercurio: 1908, 1912, 1913
- Liga de Valparaíso: 1908, 1913